# (9043) 1991 EJ4
A (9043) 1991 EJ4 a Naprendszer kisbolygóövében található aszteroida. Henri Debehogne fedezte fel 1991. március 12-én.